# Vilim Novak
Vilim Novak, hrvatski bosanskohercegovački bivši nogometaš i nogometni trener. Igrao za Željezničar iz Sarajeva. Počevši od sezone 1921./22. igrao je za Željezničar koji je tad igrao u 2. razredu sarajevskog nogometnog podsaveza. Sezone 1935./36. vodio je Željezničar kao trener koji se natjecao u Prvom razredu sarajevske podsavezne lige.